# Oued Tlélat
Oued Tlélat (em árabe: وادى تليلات) é uma comuna localizada na província de Orã, Argélia. De acordo com o censo de 2009, a população total da cidade era de 19 384 habitantes.